# روبرت الكسندر رايت
روبرت الكسندر رايت (بالإنجليزية: Robert Alexander Wright)‏ هو سياسي نيوزلندي، ولد في 1853، وتوفي في 1947. حزبياً، نشط في الحزب الوطني في نيوزيلندا. وقد انتخب وزير التعليم ‏ وانتخب عضو مجلس النواب النيوزيلندي.